# 강정택
강정택(姜鋌澤, 1907년 11월 1일~?)은 대한민국의 농업경제학자로 농림부 차관을 지냈다. 울산 출생이다.

## 출생
강정택은 대한제국 울산병영 부위(대대장급)였던 강영수와 어머니는 천석꾼 아전 집안의 딸 이유송의 아들로 울산읍 신정리에서 태어났다. 그의 아버지 강영수는 군대 해산으로 실직하고 망국의 울분 속에 강정택이 12세 되던 해 사망하였다. 강정택은 울산 공립보통학교를 졸업한 직후 금융조합에 사환으로 들어가 약 1년간 일하였다. 이후 1922년 4월 대구고보에 수석 입학하여 1927년 졸업하고 동경 1고에 진학하였다.

## 도쿄 유학
그는 일본 자본주의의 아버지로 불리었던 일본 재계의 거물 시부사와 에이이치와 그의 손자 케이조의 후원으로 동경대학에서 수학하였다. 그는 1927년 동경 1고에 입학하여 1930년에 졸업하였고 동경대학교 농학부 농업경제학과에 입학하여 1933년 졸업하였다. 그는 대학에서 나스 시로시로부터 농정학을 공부하고, 졸업 후 농정학 교실의 연구 조교로 임용되었다가 전임 연구원로 승진하여 식민지 조선의 농촌에 대하여 연구하고, 1943년 동아농업연구소의 촉탁으로 '조선의 농경작업 관행 및 노동공정의 조사연구'를 하기 위해 귀국하였다.

## 농정이론 활동
1945년 12월, 그는 미 군정청에 의해 경성대학의 법문학부 경제학과 농업정책 담당 교수로 임명되었으나 대학과 전문대학의 1대1 통합에 반대하며 반년만에 사직하고 조선 사회과학 연구소를 설립하여 활동하였는데, 강정택은 민주주의민족전선의 농업문제연구위원회를 맡아 북한식의 토지개혁을 주장하였다. 이후 강정택은 제2대 농림부 차관으로 임명되어 농지개혁안을 입법하였으나 관철되지 못하자 사임한 후 농사시험장 고문으로 있으면서 한국경제연구소를 세워 농업정책을 연구하였다.
한국전쟁 때에 원서동의 동서 집 마루 밑에 숨어 있다가 1950년 7월 2일 책을 가지러 제기동 자택에 들렀을 때 인민군 두 명에게 연행되어 납북되었다.

## 농지 개혁
강정택은 농림부 차관으로 취임 후 한 달여 만에 농지개혁을 위한 실무초안을 만들어 1948년 11월 22일에 공표하였다. 주 내용은 '호당 농지소유 상한선 2정보, 지주에 대한 보상은 연평균 생산량의 150%를 3년 거치, 10년 분할상환으로 하고 보상증권을 발행, 농민은 120%를 연 20%씩 6년간 현물상환, 차액은 정부 부담'이었다. 이 초안은 당시 좌익이 주장했던 '무상몰수, 무상분배'의 주장을 견제하면서 내용상으로는 좌익의 건국준비위원회의 안이나 1정보 상한의 일본농지법보다 더욱 혁신적이라는 평을 받았다.

## 관련 서적
이문웅 서울대 명예교수는 2008년 강정택 선생 탄생 100주년 기념 논문집 《식민지 조선의 농촌사회와 농업경제》를 엮어 내었다.

## 가족
그의 여동생은 이수성 국무총리의 어머니인 강금복이다. 즉, 그는 이수성의 외삼촌이다.